# Pholcus kimi
Pholcus kimi là một loài nhện trong họ Pholcidae. Loài này được phát hiện ở Trung Quốc.